# NGC 1043
NGC 1043 ist eine Spiralgalaxie vom Hubble-Typ Sb im Sternbild Walfisch südlich des Himmelsäquators. Sie ist schätzungsweise 309 Millionen Lichtjahre von der Milchstraße entfernt und hat einen Durchmesser von etwa 100.000 Lichtjahren.
Im selben Himmelsareal befinden sich unter anderem die Galaxien NGC 1032, NGC 1038, PGC 10214, PGC 90630.
Das Objekt wurde am 2. Oktober 1886 vom US-amerikanischen Astronomen Lewis Swift entdeckt.